# Monte Strega
Il Monte Strega è una montagna dell'Appennino umbro-marchigiano.

## Descrizione
Il monte è situato nel comune di Sassoferrato, in prossimità della frazione Montelago a pochi chilometri a est del Monte Catria, al confine fra la provincia di Perugia e quelle di Ancona e Pesaro e Urbino. La vetta ha un'altezza di 1278 m s.l.m. In cima, sulla vetta adiacente di 6 metri più bassa, è posta una croce metallica alta circa 8 m. ed eretta nel 1928. Degna di interesse è la storia dell'installazione della croce, a cui partecipò tutta la popolazione della borgata di Montelago, ognuno caricandosi a spalla o sui propri animali un pezzo del pesante manufatto metallico e raggiungendo con enorme fatica la vetta, con mezzi molto diversi da quelli di oggi.

## Accesso alla vetta
La cima del monte si può raggiungere a piedi con circa 20 minuti di cammino partendo da un pianoro sottostante chiamato 'Le Prata'. Il raggiungimento del pianoro è possibile attraverso una stradina imbrecciata con pendenze notevoli in alcuni punti e pertanto adatta soltanto a mezzi adeguati; poco dopo l'inizio della strada è inoltre presente una sbarra che potrebbe impedire il passaggio con i mezzi.
In alternativa la vetta è raggiungibile dal punto, più in basso, dove termina la strada asfaltata proveniente da Montelago, detto Poggio Prato Tondo (1012 m s.l.m.), posto esattamente sulla linea di confine Umbria-Marche.Il percorso a piedi da qui è risolvibile in meno di un'ora di cammino. Il tratto iniziale è adatto a tutti, ma gli ultimi metri che separano dal raggiungimento della vetta sono a forte pendenza, spesso con forti venti, richiedendo quindi particolare attenzione e un minimo di allenamento; in compenso, la vista di cui si gode dalla croce ripaga abbondantemente l'escursionista dello sforzo ed è con buona probabilità la più affascinante della provincia di Ancona.